# Musa Ali
Musa Ali – stratowulkan w rejonie Wielkich Rowów Afrykańskich. Leży na styku granicy trzech państw: Erytrei, Etiopii i Dżibuti. Jest to najwyższy szczyt Dżibuti. Ostatnia erupcja miała miejsce w holocenie.